# Окарито
Окарито — озеро Новой Зеландии, расположенное на Западном побережье Южного острова. Озеро расположено в 130 километрах южнее Хокитика. Водный объект занимает площадь 12 км² и является крупнейшим водным угодьем страны.

## География
В озеро впадают несколько рек, лагуна соединяется с озером Мапурика. В этой местности обитает большое количество болотных птиц, таких как Восточная великая цапля — очень редкий вид. Водный объект является единственным местом разведения этой птицы в Новой Зеландии.
У южного побережья озера расположен небольшой одноимённый посёлок. В период активной добычи золота в этой местности численность населения посёлка достигала 1500 человек. В наше время здесь проживает 30 человек. У берега озера расположено несколько дорожек, предназначенных для экскурсий и наблюдения за птицами. В 1909 году кости кита. найденные в 9,7 километрах севернее посёлка, были помещены в Музей Кентбери.

## Дикая природа
В этой местности зарегистрировано около 76 видов птиц (в том числе одни из самых редких видов: Apteryx rowi, Киви и Восточная великая цапля.